# Ploceus subaureus
Ploceus subaureus là một loài chim trong họ Ploceidae.